# Ansambel Dorka Škoberneta
Ansambel Dorka Škoberneta je nekdanja slovenska narodnozabavna zasedba, ki je v različnih sestavih delovala med letoma 1951 in 1975. Posebnost ansambla je, da nikdar ni posnel skladb s pevci, temveč le inštrumentalne skladbe, ki jih je sorazmerno malo. Prav tako je malo tudi slikovnega gradiva o ansamblu.

## Zasedba
Vodja ansambla je bil Teodor (Dorko) Škoberne, harmonikar. Trio Dorka Škoberneta je nastal s pridružitvijo basista Miška Hočevarja in kitarista Mitje Butare. Bas je določeno obdobje igral tudi Borut Finžgar, kitaro pa Stane Ponikvar in Dušan Hren.
Kvartet Dorka Škoberneta so poleg vodje sestavljali drugi harmonikar Tine Jelen, kitarist Vili Guček in basist Miško Hočevar, ki ga je pozneje zamenjal Franci Raušl.
Ansambel Dorka Škoberneta so sestavljali Teodor Škoberne na harmoniki, Milan Ferlež na kitari, Miško Hočevar na basu, Alojz Zupan na klarinetu in Aleksander Skale na bobnih.

## Delovanje
Teodor Škoberne je nekaj časa sodeloval v Vaškem kvintetu, od leta 1951 pa je nastopal na Radiu Ljubljana po zaslugi reporterja Silva Mateliča. S svojim triom je tam nastopal že pred Ansamblom bratov Avsenik, igrali pa so zabavne skladbe tujih (nemških, italijanskih in francoskih) avtorjev. Pojavljali so se v najprej v trio zasedbi, po priključitvi še enega harmonikarja pa v kvartet zasedbi.
S kvartetom so posneli veliko priredb tujih skladb (priredil jih je Škoberne), pa tudi nekaj avtorskih skladb Tineta Jelena. Snemali so med letoma 1959 in 1962. Ansambel Dorka Škoberneta je nastal s pridružitvijo klarinetista in bobnarja in je deloval v nespremenjeni zasedbi med letoma 1965 in 1974. Bobnar je bil dodan zaradi solističnih vložkov kitare.
Ansambel ni nikoli niti snemal niti nastopil s kakršnimikoli pevci. Zadnji arhivski posnetek je ta glasbena zasedba posnela 20. oktobra 1975. Slikovnega in zvočnega gradiva o ansamblu je zelo malo, saj se nikdar ni izpostavljal na veselicah in po časopisih.

## Diskografija
Ansambel Dorka Škoberneta je izdal eno samo ploščo. Leta 1968 so pri založbi RTB izdali malo ploščo z naslovom Rudarska. Na njej so štiri inštrumentalne skladbe:
1. Rudarska polka (avtor Franjo Zorko)
2. V novo leto (avtor Anton Mivec)
3. Po trgatvi (avtor Tine Jelen)
4. Andrejčkova polka (avtor Tine Jelen)

Izšla je v nakladi 5000 izvodov in bila hitro razprodana.